# Usina hidrelétrica de Serra Quebrada
UHE Serra Quebrada ou Usina Hidrelétrica de Serra Quebrada será uma usina hidrelétrica no rio Tocantins, localizada na divisa entre os estados do Maranhão e Tocantins, nos municípios de Ribeirãozinho e Itaguatins.

## Localização
No rio Tocantins, entre os estados de Tocantins e Maranhão, a cerca de 15 km da cidade de
Imperatriz.

## Dados técnicos do projeto
- GERAIS

Bacia hidrográfica: 299.750 km²
Vazão regularizada: 3.727 m³/s
- RESERVATÓRIO

Área: 420 km²
Volume máximo: 119.000 x 106 m³
- BARRAGEM DE TERRA/ENROCAMENTO

Comprimento: 3.200 m
Altura máxima (fundação à crista): 26,50 m
- VERTEDOURO

Capacidade (decamilenar): 3.500 m³/s
Comportas radiais (16 un): 22 m x 20 m
- CASA DE FORÇA

Turbinas kaplan (8 un): 166 MW cada
Geradores (8 un): 175 MVA cada
Capacidade total instalada: 1.328 MW
Comprimento e largura (completa): 370 m x 60 m
- QUANTIDADES PRINCIPAIS

Escavações: 4.300.000 m³
Aterro/enrocamento: 6.786.000 m³
Concreto: 1.055.000 m³